# 小松沢川
小松沢川（こまつざわがわ）は、新潟県南魚沼市を流れる河川で、信濃川水系登川の支流（土石流危険渓流）である。

## 地理
- 水源は姥見ノ頭。

## 流域自治体
新潟県
- 南魚沼市

## 主な災害
- 2011年7月30日、新潟・福島豪雨[3]。

## 並行する交通
道路
- 国道291号
- 新潟県道235号沢口塩沢線